# Yu-Gi-Oh!
Yu-Gi-Oh! (jap. 遊☆戯☆王 Yūgiō) – shōnen-manga autorstwa Kazukiego Takahashi. Opowiada historię chłopca grającego w karty. Na jej podstawie powstał serial anime o tym samym tytule.
Serial ten w Polsce można było oglądać w telewizji Polsat i TV4. Drugi sezon (48 odcinków) jest dostępny także na anglojęzycznej wersji platformy Netflix. Na podstawie serialu powstał w 1999 roku film animowany Yu-Gi-Oh!: The Movie: King of Games (produkcji japońskiej) oraz w 2004 Yu-Gi-Oh! Ostateczne starcie (ang. Yu-Gi-Oh!: The Movie: Pyramid Of Light) (produkcji amerykańskiej).

## Postacie

### Protagoniści
- Yugi Muto (jap. 武藤 遊戯 Mutō Yūgi) – Jest nieśmiałym nastolatkiem, uwielbiającym gry karciane. Pewnego dnia dostaje od dziadka „Milenijną Układankę” i talię kart. Po założeniu owej Milenijnej Układanki na szyję może w każdej chwili zapanować nad nim Yami Yugi.
- Yami Yugi/Faraon Atem: Yami (jap. Ciemność) jest Faraonem, którego dusza została zamknięta w Milenijnym Pasjansie. Nie może sobie przypomnieć nic ze swojego poprzedniego życia, gdyż wymazał swoją pamięć używając jej i swojego imienia jako klucza do pokonania zła 5000 lat temu. Jest tajemniczy i bezlitosny, jednak najważniejsi są dla niego przyjaciele a w szczególności Yugi. Całe anime kręci się głównie wokół niego i jego zapomnianej przeszłości. Jego prawdziwe imię to Atem (Faraon Atemu).
- Joey Wheeler (Katsuya Jōnōchi (jap. 城之内 克也 Jōnōchi Katsuya)) – Joey jest najlepszym przyjacielem Yugiego. Joey jest w stanie zrobić wszystko dla swojej chorej siostry. Był on wcześniej dzieckiem ulicy, szukał ciągle zaczepek i kłótni, jednak od kiedy zaprzyjaźnił się z Yugim, zrozumiał, że jego poprzednie życie nie miało żadnej wartości. Czasem dopada go przeszłość, staje się wtedy agresywny i gra twardego faceta. Joey jest jednak dobrym przyjacielem, którego Yugi szanuje.
- Tristan Taylor (Hiroto Honda (jap. 本田 廣戶 Honda Hiroto)) – Tristan Taylor też jest przyjacielem Yugiego. On i Joey często sprzeczają się i kłócą, ale mimo to są dobrymi kumplami. Obaj robią to tak często, aż dochodzi do tego, że Tristan w końcu ustępuje. Tak naprawdę zrobiłby wszystko dla swoich przyjaciół.
- Téa Gardner (Anzu Mazaki (jap. 真崎 杏子 Mazaki Anzu)) – Téa to kolejna przyjaciółka Yugiego. Znają się jeszcze z czasów dziecięcych. Téa próbuje pomagać Yugiemu, kiedy tylko może. Oboje chodzą też do tej samej szkoły. Po niedługim czasie Téa zaczyna czuć coś do Yugiego. Jednak na dobre zakochała się w Yamim. Do końca nie zdradziła swoich uczuć.

### Antagoniści
Sezon 1 (Królestwo Pojedynków)
- Maximillion J. Pegasus (Pegasus J. Crawford): Pegasus jest twórcą Duel Monsters. Odkrył Egipskie tablice i stworzył Karty Duel Monsters. Otrzymał także „Milenijne Oko” od Shadiego. Uwięził dziadka Yugiego w innym wymiarze, co zapoczątkowało wydarzenia ukazane w anime. Maximillion zorganizował zawody Duelist Kingdom gdzie pokonał go Yugi. Po pojedynku Yami Bakura pozbawia go Milenijnego Oka. W filmie „Ostateczne starcie” okazuje się, że jest na emeryturze.
- Yami Bakura: Jego dusza została zamknięta w Milenijnym Pierścieniu. Pragnie zdobyć wszystkie Milenijne Przedmioty, by zapanować nad światem.
- Wielka 5: Zarząd Korporacji Kaiby, pełnili funkcję doradców Kaiby dopóki nie zawarli sojuszu z Pegasusem chcąc przejąć firmę. Gdy Kaiba chciał ich zwolnić zaproponowali mu przetestowanie Wirtualnego Świata i uwięzili go w nim. Yugi i przyjaciele uratowali go, a Wielka 5 została uwięziona w komputerze. Później zaznajomili się z dzieckiem o imieniu Noah, a ten zaproponował im nowe ciała, gdy pokonają Yugiego i spółkę w stworzonym przez niego Wirtualnym Świecie.

Sezon 2/3 (Battle City)
- Marik Ishtar: Brat Ishizu, założyciel organizacji Rare Hunters, kradnącej ludziom karty. Jest w posiadaniu Milenijnej Różdżki.
- Yami Marik: Zrodzony z nienawiści Marika, narodził się podczas jego inicjacji na Strażnika Grobu. Obudził się na dobre kiedy Odion został ogłuszony przez „Skrzydlatego Smoka Ra”. Od tej pory to on przejął ciało i zapędy Marika na tron faraona.

Sezon 3 (Wirtualny Świat)
- Noah Kaiba: Noah Kaiba jest prawdziwym synem Gozaburo Kaiby. Ten charakter jest z oryginalnej serii mangi. W młodości był umierający, żeby przeżyć musiał zamieszkać w Wirtualnym Świecie, technologii Korporacji Kaiby. Obserwował Seto i Mokubę odkąd adoptował ich Gozaburo aż do śmierci takowego. Czekał na czyjeś ciało żeby wyjść z Wirtualnego Świata. Jednak gdy miał okazję opuścić wirtualny świat pozostał w nim, pozwalając innym uciec, a on sam „zginął” wraz z ojcem.
- Gozaburo Kaiba: Gozaburo Kaiba jest prawdziwym właścicielem KaibaCorp. Pod jego kontrolą, firma była sławna i produkowała sprzęt wojskowy. Trenował szorstko swojego syna Noah, żeby po jego śmierci został szefem Kaiba Corp. Jednak Gozaburo zrozumiał, że jego syn jest beztroski i zepsuty więc karą odtąd było zostanie dyrektorem Korporacji Kaiby. Chodził po mieście kiedy Seto wyzwał go na mecz szachów. Seto postawił jednak jeden warunek że gdy wygra on zaadoptuje jego i jego brata Mokubę. Gozaburo zgodził się, ufając swoim zdolnościom szachisty. Po wstrząsającej porażce adoptował Seto i Mokubę. Noah zginął w wypadku, jednakże Gozaburo zamknął jego umysł w Wirtualnym Świecie, z nadzieją, że tam będzie żył. Noah jednak może powrócić wcielając się w czyjeś ciało. Gozaburo uważał, że doskonałym ciałem dla Noah będzie Seto Kaiba.
- Wielka 5: Zarząd Korporacji Kaiby, pełnili funkcję doradców Kaiby dopóki nie zawarli sojuszu z Pegasusem, chcąc przejąć firmę. Gdy Kaiba chciał ich zwolnić zaproponowali mu przetestowanie Wirtualnego Świata i uwięzili go w nim. Yugi i przyjaciele uratowali go a Big 5 zostali uwięzieni w komputerze. Później zaznajomili się z dzieckiem o imieniu Noah, a ten zaproponował im nowe ciała, gdy pokonają Yugiego i spółkę w stworzonym przez niego Wirtualnym Świecie.
  - Gansley/Deepsea Warrior (Wojownik Głębin Morza)
  - Adrian Randolph Crump III/Nightmare Penguin (Koszmarny Pingwin)
  - Johnson/Judge Man (Sędzia)
  - Nesbitt/Robotic Knight (Robotyczny Rycerz)
  - Leichter/Jinzo (Jinzo)

Sezon 4 (Dartz)
- Organizacja Doma
  - Dartz – Przywódca organizacji Doma. Poświęcił Boskie Karty Yugiego do wskrzeszenia „swoich bogów”. Jest mistrzem Orichalcosa. Przegrał walkę z Yugim i powrócił do swoich czasów.
  - Alister (Amelda) – Jeden z szermierzy Doma. Udając Pegasusa walczył z Kaibą i przegrał. Po drugiej porażce jego dusza została zabrana przez Dartza.
  - Rafael – Lider szermierzy Doma. Zabrał duszę Yugiego. Po porażce w drugim starciu z Yamim ukrył ciała Mai i Valona. Gdy próbował sprzeciwić się Dartzowi w siedzibie Doma, jego dusza została zabrana.
  - Valon – Ostatni z szermierzy Doma. Przerwał pojedynek Joeya i Mai w siedzibie Industrial Illusions. Później został pozbawiony duszy, po pojedynku z Joeyem.

Sezon 5 (Świt Pojedynków/Milenijny Świat)
- Siegfried von Schroeder/Sieg Lloyd (Jiku Roido) – brał udział w zorganizowanym przez Kaibę Światowym Turnieju, by zemścić się na nim.
- Król Złodziei Bakura – pierwotne wcielenie Yami Bakury. Z pomocą Milenijnych Przedmiotów zamierzał wskrzesić Boga Chaosu Zorca. Udaje mu się to, jednak ponosi ostateczną klęskę, gdy Faraon wypowiada swoje imię.

### Inni/Neutralni
- Mai Valentine (Mai Kujaku (jap. 孔雀 舞 Kujaku Mai)) – Mai Valentine uchodzi za najpiękniejszą duelistkę. Pracowała kiedyś w kasynie na statku który pływał dookoła świata. Była krupierem. Potem stała się przyjaciółką Joeya i jego przyjaciół. Ma 3 miejsce w Duelist Kingdom i 8 miejsce w turnieju Battle City.
- Weevil Underwood (Insector Haga (jap. インセクター羽蛾 Insekutā Haga)) – Rejonowy mistrz w Duel Monsters. Wyrzucił Yugiemu karty Exodii podczas podróży do Duelist Kindgom. Jego deck składa się z potworów Insektów.
- Rex Raptor (Dinozaur Ryūzaki (jap. ダイナソウ竜崎 Dainasō Ryūzaki)) – Kolejny rejonowy mistrz w Duel Monsters. Podczas turnieju Duel Monsters stracił swojego Czerwonookiego Czarnego Smoka, którego postawił w pojedynku z Joeyem. Jego deck składa się z potworów Dinozaurów.
- Ryō Bakura (jap. 獏良 了 Bakura Ryō) – Ryō Bakura jest szkolnym kolegą i przyjacielem Yugiego. Gra on równie chętnie jak Yugi w Pojedynki Potworów. Posiada także swój Milenijny Przedmiot: „Milenijny Pierścień”. Jednak kiedy wprowadzi swój Przedmiot do walki, przestaje być sobą i nie może się już sam kontrolować: staje się Yami Bakurą.
- Duke Devlin (Ryūji Otogi (jap. 御伽 龍児 Otogi Ryūji)) – Uczeń Domino High School twórca gry Dungeon Dice Monsters. Chciał pokonać Yugiego we własnej grze za to że on pokonał jego idola – Pegasusa. Lecz Yugi go pokonał więc Duke zwrócił mu honory i stał się jego przyjacielem. Adoruje on Serenity więc jest on konkurencją dla Tristana.
- Solomon Muto (Sugoroku Mutō (jap. 武藤 双六 Mutō Sugoroku)) – Dziadek Yugiego, uczestniczył w wykopaliskach archeologicznych w Egipcie. Znalezione tam pudełko z częściami Millennium Puzzle wręczył Yugiemu. Jest posiadaczem czwartego Niebieskookiego Białego Smoka. Na co dzień prowadzi sklep z grami.
- Serenity Wheeler (Shizuka Kawai (jap. 川井 静香 Kawai Shizuka), Shizuka Jonouchi (jap. 城之内静香 Jōnouchi Shizuka)) – Młodsza siostra Joeya, zaczęła tracić wzrok. Dzięki pieniądzom wygranym przez Yugiego odzyskała wzrok i przez 2 i 3 sezon uczestniczy w przygodach Yugiego i jego paczki. Adorują ją Tristan Taylor i Duke Devlin.
- Rebecca Hawkins (Rebecca Hopkins) – Bardzo młoda duelistka z pluszowym misiem. Uważała, że Solomon ukradł jej dziadkowi Niebieskookiego Białego Smoka. Po tym jak Yugi dał jej wygrać dowiedziała się prawdy o przyjaźni ich dziadków.
- Seto Kaiba (jap. 海馬 瀬人 Kaiba Seto) –  Seto Kaiba jest kierownikiem dużej firmy, Korporacji Kaiby. Gra chętnie w Pojedynki Potworów i jest jednym z najlepszych graczy. Kiedy dowiedział się, że dziadek Yugiego posiada Niebieskookiego Białego Smoka, ukradł dziadkowi tę kartę. Dzięki jego zręcznej grze zawsze odnosił zwycięstwa, do czasu aż przegrał z Yugim. Od tego momentu obaj są groźnymi przeciwnikami. Mimo tego szanują się. W swoim decku posiada trzy Niebieskookie Białe Smoki, które połączone Polimeryzacją tworzą Niebieskookiego Ostatecznego Smoka.
- Mokuba Kaiba (jap. 海馬 モクバ Kaiba Mokuba) – Mokuba jest młodszym bratem Kaiby. Podziwia tak bardzo swojego brata, że widzi tylko jego dobre strony. Od śmierci rodziców Seto i Mokuba są nierozłączni. Mokuba przysięga, że zemści się, jeżeli coś się stanie jego bratu. Jest najsłabszym graczem w grze YuGiOh World Wide Edition na GBA.
- Shadi – Długowieczny strażnik Milenijnych Przedmiotów. Podarował on Pegasusowi „Milenijne Oko”. Sam posiada przedmiot zwany „Milenijnym Kluczem”, którym potrafi penetrować umysły innych ludzi.
- Ishizu Ishtar (jap. イシズ・イシュタール Ishizu Ishutāru) – Siostra Marika, pełni zarząd kustosza muzeum. Razem z Marikiem należą do rodziny Strażników Grobu. Za wszelką cenę chce uratować swojego brata przed złem, który się w nim narodził. Posiada przedmiot zwany „Milenijny naszyjnik”, który pozwala jej widzieć bliższą przyszłość jak i zaglądać w przeszłość. Przepowiedziała, że Kaiba z nią przegra, ale wizja nie sprawdziła się przez Yami Marika. Wówczas straciła swój dar i oddała milenijny naszyjnik Yugiemu.
- Mako Tsunami (Ryōta Kajiki (jap. 梶木 漁太 Kajiki Ryōta)) – Duelista „siedmiu mórz”, przyjaciel Yugiego. Jego ojciec zaginął na morzu, więc gra w Duel Monsters dla niego. Jego deck składa się z potworów żywiołu Wody.
- Espa Roba – Uczestnik Battle City, jego najlepszą kartą jest Jinzo. Po porażce w pojedynku z Joeyem oddaje mu swoją kartę.
- Leonhard von Schroeder/Leon Wilson – brat Siegfrieda, wielki fan Yugiego. Chce pomóc bratu zemścić się na Kaibie, jednak nie chce robić mu krzywdy. Korzysta z talii bajkowych potworów.

## Milenijne Przedmioty
- Milenijne Puzzle / Milenijna Układanka (w polskiej wersji przetłumaczony na Milenijny Pasjans) – zawiera duszę Yami Yugiego,
- Milenijne Oko – jest potężnym przedmiotem, zamyka dusze w kartach, otwiera bramę do krainy cieni oraz pozwala czytać w myślach,
- Milenijny Pierścień – potrafi wyszukać wszystko i wszystkich, reaguje na obecność innych milenijnych przedmiotów. Jest to drugi przedmiot pod względem siły, zawiera duszę Yami Bakury,
- Milenijny Klucz – pozwala wejść posiadającemu go do czyjejś podświadomości.
- Milenijna Różdżka – potrafi kontrolować umysł,
- Milenijny Naszyjnik – pozwala spojrzeć w przeszłość i przewidzieć przyszłość,
- Milenijna Waga – przy jego pomocy można ocenić czy czyjaś dusza jest dobra, czy zła.

## Wersja polska

### Dubbing
| Wersja polska                                                                                     | Wersja polska |
| ------------------------------------------------------------------------------------------------- | ------------- |
| na zlecenie TWIN MEDIA POWER VIDEO EnBeEf w Warszawie (serial), Start International Polska (film) |               |
| Reżyseria                                                                                         |               |
| Teresa Nawrot (serial), Dariusz Dunowski (film)                                                   |               |
| Dialogi                                                                                           |               |
| Dorota Brewińska (serial), brak danych (film)                                                     |               |

| Postać              | Polski aktor w serialu | Polski aktor w filmie Yu-Gi-Oh! Ostateczne starcie | Postać      | Polski aktor w serialu | Polski aktor w filmie Yu-Gi-Oh! Ostateczne starcie |
| ------------------- | ---------------------- | -------------------------------------------------- | ----------- | ---------------------- | -------------------------------------------------- |
| Yugi                | Aleksander Gawek       | Grzegorz Drojewski                                 | Téa         | Iwona Rulewicz         | Beata Wyrąbkiewicz                                 |
| Narrator            | Jacek Kałucki          | Marek Obertyn                                      | Joey        | Marek Włodarczyk       | Tomasz Steciuk                                     |
| Dziadek Yugiego     | Jacek Kałucki          | Wojciech Duryasz                                   | Mokuba      | Renata Berger          | Kajetan Lewandowski                                |
| Seto Kaiba          | Mikołaj Klimek         | Jacek Kopczyński                                   | Tristan     | Mirosław Wieprzewski   | Cezary Kwieciński                                  |
| Maximillion Pegasus | Jarosław Budnik        | Bartosz Adamczyk                                   | Croquet     | Jacek Kałucki          | Janusz Wituch                                      |
| Mai Valentine       | Joanna Domańska        | nie występuje                                      | Bakura      | Marek Włodarczyk       | nie występuje                                      |
| Bandyta Keith       | Sylwester Maciejewski  | nie występuje                                      | Duke Devlin | Ireneusz Machnicki     | nie występuje                                      |

### Wersja lektorska
Film Yu-Gi-Oh! Ostateczne starcie

Wersja polska:TVN

Tekst:Barbara Włodarek

Czytał: Mirosław Utta

## Odcinki i kontynuacje
- Przed tą serią w 1998 roku powstała seria Yu-Gi-Oh! Yami no Games, która emitowana była jedynie w Japonii, a składała się z 27 odcinków, oraz filmu z 2004 roku Yu-Gi-Oh! Ostateczne starcie.
- Premiery w Polsce: w Polsacie – 3 stycznia –listopad 2004, 2005 (emisja o 7:00 rano); w TV4 – 24 października–29 grudnia 2006 (emisja o 9:00 rano)
- Powstało pięć serii tego serialu:

Sezon 1 – (odcinek 1-49) – w Polsce wyemitowano jedynie 48, odcinek 49 będący finałem I sezonu był nieemitowany.
Sezon 2 – (odcinek 50-97),
Sezon 3 – (odcinek 98-144),
Sezon 4 – (odcinek 145-184),
Sezon 5 – (odcinek 185-224).
Kontynuacje
- W latach 2004–2008 emitowany był serial Yu-Gi-Oh! Duel Monsters GX.
- W latach 2008–2011 emitowany był serial Yu-Gi-Oh! Duel Monsters 5D's. Został już zakończony z liczbą 154 odcinków.
- W Japonii w latach 2011–2012 emitowany był serial Yu-Gi-Oh! Zexal. Został już zakończony z liczbą 73 odcinków.
- W Japonii w latach 2012-2014 emitowany był serial  Yu-Gi-Oh! Zexal II Został już zakończony z liczbą 73 odcinków
- W Japonii w latach 2014-2017 emitowany był serial Yu-Gi-Oh Arc-V. Został już zakończony z liczbą 148 odcinków.
- W Japonii od 10 maja 2017 roku emitowany jest serial Yu-Gi-Oh VRAINS. Aktualnie liczy on 67 odcinków (stan na 12 września 2018 r.)
- Powstała także seria produkcji amerykańskiej Yu-Gi-Oh! Capsule Monsters (w wersji 12 odcinków lub połączonych ze sobą odcinków w dwuczęściowy film) oraz film Yu-Gi-Oh! Ostateczne starcie (ang. Yu-Gi-Oh! Pyramid of Light).

Spis odcinków emitowanych w Polsce:
| N/o            | Polski tytuł                   | Angielski tytuł                           |
| -------------- | ------------------------------ | ----------------------------------------- |
|                |                                |                                           |
| Seria pierwsza |                                |                                           |
|                |                                |                                           |
| 01             | Serce kart                     | The Heart Of The Cards                    |
|                |                                |                                           |
| 02             | Wyzwanie                       | The Gauntlet Is Thrown                    |
|                |                                |                                           |
| 03             | Podróż do Królestwa Pojedynków | Journey To The Duelist Kingdom            |
|                |                                |                                           |
| 04             | W sieci szerszenia             | Into The Hornet’s Nest                    |
|                |                                |                                           |
| 05             | Wielka ćma                     | The Ultimate Great Moth                   |
|                |                                |                                           |
| 06             | Pierwsza walka                 | First Duel!                               |
|                |                                |                                           |
| 07             | Atak z głębi                   | Attack From The Deep                      |
|                |                                |                                           |
| 08             | Wszystko jest względne         | Everything’s Relative                     |
|                |                                |                                           |
| 09             | Oko w oko z duchem             | Duel With A Ghoul                         |
|                |                                |                                           |
| 10             | Poddaj się duchu               | Give Up The Ghost                         |
|                |                                |                                           |
| 11             | Nie jesteś sam                 | The Dueling Monkey                        |
|                |                                |                                           |
| 12             | Czerwonooki smok               | Trial By Red Eyes                         |
|                |                                |                                           |
| 13             | Zły duch pierścienia           | Evil Spirit Of The Ring                   |
|                |                                |                                           |
| 14             | Światło w tunelu               | The Light At The End Of The Tunnel        |
|                |                                |                                           |
| 15             | Zastraszyć i wygrać            | Winning Through Intimidation              |
|                |                                |                                           |
| 16             | Pokonać strach                 | The Scars Of Defeat                       |
|                |                                |                                           |
| 17             | Arena zaginionych dusz         | Arena Of Lost Souls                       |
| 18             | Arena zaginionych dusz         | Arena Of Lost Souls                       |
|                |                                |                                           |
| 19             | Podwójne kłopoty               | Double Trouble Duel                       |
| 20             | Podwójne kłopoty               | Double Trouble Duel                       |
| 21             | Podwójne kłopoty               | Double Trouble Duel                       |
|                |                                |                                           |
| 22             | Twarzą w twarz                 | Face Off                                  |
| 23             | Twarzą w twarz                 | Face Off                                  |
| 24             | Twarzą w twarz                 | Face Off                                  |
|                |                                |                                           |
| 25             | Moc przyjaźni                  | Shining Friendship                        |
|                |                                |                                           |
| 26             | Mistrz kontra twórca           | Champion vs. Creator                      |
| 27             | Mistrz kontra twórca           | Champion vs. Creator                      |
|                |                                |                                           |
| 28             | Noc przed walką                | The Night Before                          |
|                |                                |                                           |
| 29             | Harpie Mai                     | Duel Identity                             |
| 30             | Harpie Mai                     | Duel Identity                             |
|                |                                |                                           |
| 31             | Machinacje Keitha              | Keith’s Machinations                      |
| 32             | Machinacje Keitha              | Keith’s Machinations                      |
|                |                                |                                           |
| 33             | Najlepsza walka przyjaciół     | Best Of Duels, Best Of Friends            |
| 34             | Najlepsza walka przyjaciół     | Best Of Duels, Best Of Friends            |
|                |                                |                                           |
| 35             | Milenijny mecz                 | Yugi Vs. Pegasus: Match Of The Millennium |
| 36             | Milenijny mecz                 | Yugi Vs. Pegasus: Match Of The Millennium |
| 37             | Milenijny mecz                 | Yugi Vs. Pegasus: Match Of The Millennium |
| 38             | Milenijny mecz                 | Yugi Vs. Pegasus: Match Of The Millennium |
| 39             | Milenijny mecz                 | Yugi Vs. Pegasus: Match Of The Millennium |
|                |                                |                                           |
| 40             | Po walce                       | Aftermath                                 |
|                |                                |                                           |
| 41             | Rebeka                         | The Wrath Of Rebecca                      |
|                |                                |                                           |
| 42             | Więzy przyjaźni                | The Ties Of Friendship                    |
|                |                                |                                           |
| 43             | Legendarni bohaterowie         | Legendary Heroes                          |
| 44             | Legendarni bohaterowie         | Legendary Heroes                          |
| 45             | Legendarni bohaterowie         | Legendary Heroes                          |
|                |                                |                                           |
| 46             | Zagrajmy w kości               | Dungeon Dice Monsters                     |
| 47             | Zagrajmy w kości               | Dungeon Dice Monsters                     |
| 48             | Zagrajmy w kości               | Dungeon Dice Monsters                     |
|                |                                |                                           |

## Yu-Gi-Oh! Trading Card Game
Na podstawie mangi powstała również Kolekcjonerska Gra Karciana. W Europie pojawiły się następujące Decki i Boostery:
Decki:
- Starter decki: Starter Deck: Yugi  (SDY), Starter Deck: Kaiba  (SDK), Starter Deck: Joey  (SDJ), Starter Deck: Pegasus (SDP), Starter Deck: Yugi Evolution (SYE), Starter Deck: Kaiba Evolution (SKE), Yugi Starter Deck (YSD), Starter Deck: Syrus Truesdale (YSDS), Starter Deck: Jaden Yuki (YSDJ), Yu-Gi-Oh! 5D’s Starter Deck (5DS1), Yu-Gi-Oh! 5D’s Starter Deck 2009 (5DS2),  Yu-Gi-Oh! 5D’s Duelist Toolbox (5DS3), Starter Deck:Dawn of the Xyz (YS11), Super Starter: V for Victory  (YS13), Starter Deck: Kaiba Reloaded (YSKR),  Starter Deck: Yugi Reloaded (YSYR),  Super Starter: Space Time Showdown (YS14)
- Structure Decki: Dragon’s Roar (SD1), Zombie Madness (SD2), Blaze of Destruction (SD3), Fury of the Deep (SD4), Warrior’s Triumph (SD5), Spellcaster’s Judgement (SD6), Invicible Fortress(SD7), Lord of the Storm (SD8), Dinosaur’s Rage (SD9), Machine’s Re-Volt (SD10), Rise of the Dragon Lords (SDRL), The Dark Emperor (SDDE), Zombie World (SDZW), Spellcaster's Command (SDSC), Machina Mayhem  (SDMM), Marik (SDMA), Dragunity Legion  (SDDL), Lost Sanctuary  (SDLS), Gates of the Underworld  (SDGU),  Dragons Collide  (SDDC), Samurai Warlords  (SDWA), Realm of the Sea Emperor (SDRE),  Onslaught of the Fire Kings  (SDOK), Saga of Blue-Eyes White Dragon  (SDBE), Cyber Dragon Revolution  (SDCR), Realm of Light  (SDLI)

Boostery:
- Rok 2002: Legend of Blue Eyes White Dragon, Metal Raiders, Spell Ruler,
- Rok 2003: Pharaoh's Servant, Labyrinth of Nightmare, Legacy of Darkness, Pharaonic Guardian, Magician's Force, Dark Crisis
- Rok 2004: Invasion of Chaos, Ancient Sanctuary, Soul of the Duelist, Rise of Destiny, Flaming Eternity
- Seria GX: The Lost Millennium, Cybernetic Revolution, Elemental Energy, Shadow of Infinity, Enemy of Justice[a]
- Seria GX 2: Power of the Duelist, CyberDark Impact, Strike of Neos, Force of the Breaker, Tactical Evolution
- Seria GX 3: Gladiator's Assault, Phantom Darkness, Light of Destruction
- Seria 5Ds: The Duelist Genesis, Crossroads of Chaos, Crimson Crisis, Raging Battle, Ancient Prophecy, Stardust Overdrive, Absolute Powerforce, The Shining Darkness
- Seria 5Ds 2: Duelist Revolution, Starstrike Blast, Storm of Ragnarok, Extreme Victory
- Seria ZEXAL: Generation Force, Photon Shockwave, Order of Chaos, Galactic Overlord
- Seria ZEXAL 2: Return of the Duelist, Abyss Rising, Cosmo Blazer, Lord of the Tachyon Galaxy, Judgment of the Light, Shadow Specters, Legacy of the Valiant, Primal Origin
- Seria Yu-Gi-Oh! ARC-V: Duelist Alliance[a], The New Challengers[a], The Secret of Evolution[a]

Zestawy specjalne:
- Hidden Arsenal: Hidden Arsenal, Hidden Arsenal 2, Hidden Arsenal 3, Hidden Arsenal 4: Trishula's Triumph, Hidden Arsenal 5: Steelswarm Invasion, Hidden Arsenal 6: Omega Xyz, Hidden Arsenal 7: Knight of Stars
- Duelist Pack: Duelist Pack: Jaden Yuki, Duelist Pack: Chazz Princeton, Duelist Pack: Jaden Yuki 2, Duelist Pack: Zane Truesdale, Duelist Pack: Aster Phoenix, Duelist Pack: Jaden Yuki 3, Duelist Pack: Jesse Anderson, Duelist Pack: Yusei, Duelist Pack: Yugi, Duelist Pack: Yusei 2, Duelist Pack: Kaiba, Duelist Pack: Yusei 3, Duelist Pack: Crow

Przedruki: Dark Beginning 1, Dark Beginning 2, Dark Revelation Volume 1, Dark Revelation Volume 2, Dark Revelation Volume 3, Dark Revelation Volume 4, Retro Pack, Retro Pack 2, Dark Legends,
Gold Series: Gold Series, Gold Series 2009, Gold Series 3, Gold Series 4: Pyramids EditionGold Series: Haunted Mine, Premium Gold
Legendary Collection: Legendary Collection, Legendary Collection 2: The Duel Academy Years, Legendary Collection 3: Yugi's World, Legendary Collection 4: Joey's World, Legendary Collection 5D's
Premium Packs: Premium Pack 1, Premium Pack 2, Exclusive Pack, Movie Pack, Yu-Gi-Oh! 3D Bonds Beyond Time Movie Pack, Anniversary Pack, Ra Yellow Mega-Pack
Tournament Packs: Tournament Pack 1st Season, Tournament Pack 2nd Season, Tournament Pack 3rd Season, Tournament Pack 4, Tournament Pack 5, Tournament Pack 6, Tournament Pack 7, Tournament Pack 8
Champion Packs: Champion Pack: Game One, Champion Pack: Game Two, Champion Pack: Game Three, Champion Pack: Game Four, Champion Pack: Game Five, Champion Pack: Game Six, Champion Pack: Game Seven, Champion Pack: Game Eight
Turbo Packs: Turbo Pack Booster One, Turbo Pack Booster Two, Turbo Pack Booster Three, Turbo Pack Booster Four, Turbo Pack Booster Five, Turbo Pack Booster Six, Turbo Pack Booster Seven, Turbo Pack Booster Eight
Battle Packs: Battle Pack: Epic Dawn, Battle Pack 2: War of the Giants, Battle Pack 3: Monster League
Astral Packs: Astral Pack One, Astral Pack Two, Astral Pack Three, Astral Pack Four, Astral Pack Five
Inne: Number Hunters, Dragons of Legend